# BR-174
A BR-174, também conhecida por Manaus–Boa Vista, é uma rodovia longitudinal que interliga os estados brasileiros de Mato Grosso, Rondônia, Amazonas e Roraima à Venezuela.
Planejada originalmente para facilitar a ligação da Fronteira Brasil–Venezuela com o restante do Brasil, estava previsto, no antigo Plano Nacional de Rodovias, que a BR-174 se estenderia por 3.319,90 quilômetros. Contudo, até hoje vários trechos da rodovia sequer existem e os que chegaram a ser abertos estão sem pavimentação até os dias atuais ou correm concomitante com outras estradas federais e estaduais. Considerando apenas os trechos existentes oficialmente, a rodovia possui 1 902 quilômetros.
É a única ligação de Roraima com o resto do país, sendo sua maior e principal rodovia. Embora iniciada no governo militar, a conclusão de seu asfaltamento e sinalização no trecho norte deu-se somente em 1998, no governo de Fernando Henrique Cardoso.

## Descrição de trechos

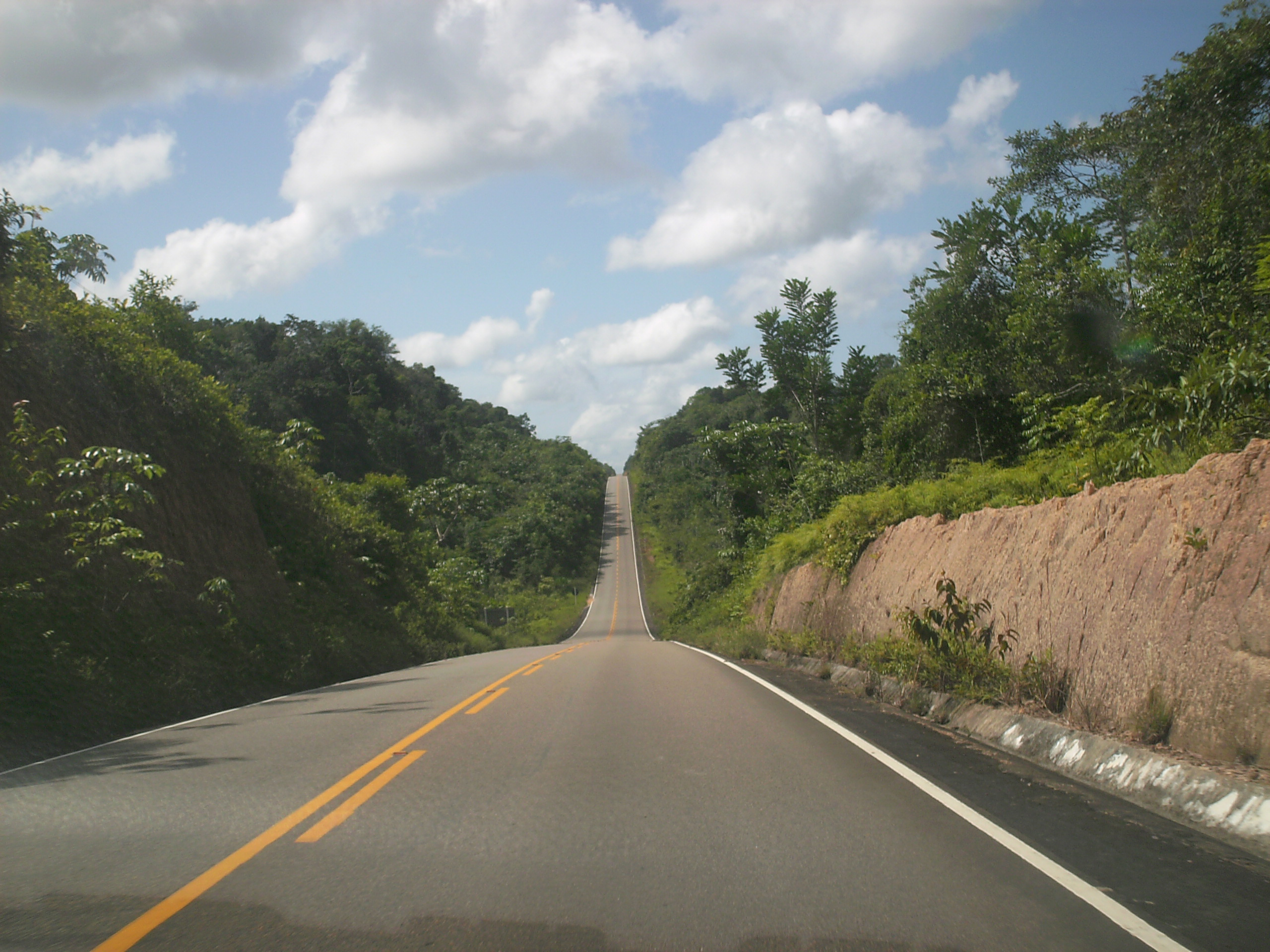
BR-174 cruzando a floresta amazônica na região de Presidente Figueiredo, no Amazonas

Em seus quase dois mil quilômetros cruza regiões de floresta amazônica e cerrado, além de grandes campos agrícolas.

### Estados deMato GrossoeRondônia
A BR-174 inicia-se no Mato Grosso no entrocamento com a BR-070, próximo da cidade de Cáceres. Dali a rodovia passa por Porto Esperidião, Pontes e Lacerda, Comodoro até Vilhena, já em Rondônia. O trecho Comodoro/Vilhena é concomitante com a BR-364.
De Vilhena a rodovia segue de volta para o Mato Grosso até a cidade de Juína e de lá segue-se perdida entre várias rodovias como a MT-170, MT-208, MT-416, passando pelas cidades de Castanheira, Juruena até "ressurgir" em Colniza; de lá ela segue por mais 148 quilômetros interposta com a MT-206 até desaparecer novamente no distrito colnizense de Guariba. No projeto original, a rodovia deveria seguir rumando ao norte a partir da MT-206 até se cruzar com a Rodovia Transamazônica, já no estado do Amazonas, todavia esse trecho jamais saiu do papel.

### Estado doAmazonas
(254,1 km)
-  Manaus
  - Sede municipal

 Presidente Figueiredo
  - Sede municipal

### Estado deRoraima
(719,9 km)
-  Município de Rorainópolis
  - Distrito de Jundiá
  - Distrito de Equador
  - Vila Bragança
  - Distrito de Nova Colina
  - Sede municipal
  - Distrito de Martins Pereira

 Município de Caracaraí
  - Vila Novo Paraíso (Km 500)
  - Vila Petrolina
  - Vila Vista Alegre
  - Sede municipal

 Município de Iracema
  - Sede municipal

 Município de Mucajaí
  - Sede municipal

 Município de Boa Vista
  - Sede municipal
  - Distrito de Monte Cristo
  - Vila de Santa Fé

 Município de Amajari
  - Vila Três Corações

 Município de Pacaraima
  - Sede municipal

 Venezuela (fim da estrada)
A BR-174 termina na fronteira Brasil—Venezuela. Sua continuação dá-se pela venezuelana Estrada 10, rumo à cidade de Santa Elena de Uairén; a partir deste ponto é possível acessar a capital Caracas ou o litoral caribenho do país vizinho. A BR-174 constitui, assim, a única fronteira terrestre entre o Brasil e a Venezuela, sendo uma significativa via turística.

## Entroncamentos
Saindo de Manaus, intercepta a AM-010; adiante, na altura de Presidente Figueiredo, recebe a AM-240, que a conecta à vila de Balbina, ainda no Amazonas. Em seguida adentra a reserva indígena dos Waimiri-Atroari, que estende-se por 123 km. Há restrições de tráfego no período noturno neste trecho.
Ainda dentro da reserva, a BR-174 chega a Roraima. A primeira localidade é a vila de Jundiá, município de Rorainópolis, onde há o entroncamento com a BR-431. Adiante encontram-se as vilas de Equador (por onde passa a linha do Equador, inclusive com a existência de um monumento) e Nova Colina (entrocamento com a RR 460).
Mais ao norte passa a cidade de Rorainópolis. Em seguida, no km 500, há o entroncamento com a rodovias BR-210 (que dá acesso aos municípios de São Luiz, São João da Baliza e Caroebe, e também ao estado do Pará) e BR-432; esta localidade é conhecida por Vila Novo Paraíso, município de Caracaraí.
Seguindo-se pela esquerda cruza-se o rio Branco por ponte na altura da cidade de Caracaraí. Adiante há novo entroncamento com a BR-210. A BR-174 alcança mais a norte as cidades de Iracema e Mucajaí, onde há interseção com a RR-325.
Após Mucajaí a BR-174 encontra o Contorno Oeste de Boa Vista e entra na capital roraimense. Aqui, há trevo com a BR-401, para a Guiana. Passado o trecho urbano, a 174 reencontra o Contorno Oeste e a RR-319; segue-se sempre a norte e alcança-se a RR-203 e, depois, a BR-433, num novo trecho de reservas indígenas. Mais à frente encontra-se, por fim, a cidade de Pacaraima, já na fronteira com a Venezuela.

## Fechamento de rodovia em reserva indígena
A rodovia é fechada na reserva indígena Waimiri-Atroari diariamente entre as 18h30 e as 6h do dia seguinte. É recomendável não parar dentro da reserva, pois o seu traçado é ocupado nesse horário por animais selvagens noctívagos e, por indígenas locais que também costumam ter hábitos noctívagos.
Mesmo durante o dia, tem havido muitos atropelamentos de animais no trecho.